# Матіас Вільясанті
Матіас Вільясанті (ісп. Mathías Villasanti, нар. 24 січня 1997, Каакупе) — парагвайський футболіст, півзахисник бразильського клубу «Греміо» та національної збірної Парагваю. Виступав також за клуби «Серро Портеньйо», «Темперлей» і «Спортіво Лукеньйо». Дворазовий чемпіон Парагваю.

## Клубна кар'єра
Матіас Вільясанті народився 1997 року в місті Каакупе, та є вихованцем футбольної школи клубу «Серро Портеньйо». У 2016 році Вільясанті перейшов до основної команди «Серро Портеньйо», проте наступного року керівництво клубу віддало футболіста в оренду, спочатку до клубу «Темперлей», а в 2018 році до клубу «Спортіво Лукеньйо». У 2019 році Вільясанті повернувся до «Серро Портеньйо», у складі якого став гравцем основного складу, та двічі ставав чемпіоном Парагваю.
З 2021 року Матіас Вільясанті грає у складі бразильського клубу «Греміо». У складі команди парагвайський футболіст тричі ставав переможцем Ліги Гаушу.

## Виступи за збірні
Протягом 2016—2017 років Матіас Вільясанті залучався до складу молодіжної збірної Парагваю. На молодіжному рівні зіграв у 8 офіційних матчах.
У 2019 року Вільясанті дебютував у складі національної збірної Парагваю. У складі збірної був учасником розіграшу Кубка Америки 2021 року у Бразилії та розіграшу Кубка Америки 2024 року у США Станом на кінець жовтня 2024 року зіграв у складі національної збірної 45 матчів, у яких забитими м'ячами не відзначився.

## Титули і досягнення
- Чемпіон Парагваю (2):

«Серро Портеньйо»: Апертура 2020, Клаусура 2021
- Переможець Ліги Гаушу (3):

«Греміо»: 2022, 2023, 2024